# Walther Zubke
Walter Edwin Franz Zubke (* 20. Februar 1882 in Neustettin; † nach 1934) war ein deutscher Jurist und Politiker (DNVP).

## Leben
Zubke war der Sohn des Amtsgerichts-Assistenten Franz Zubke und dessen Ehefrau Bertha geb. Schroeder. Nach dem Abitur am Königlichen Fürstin-Hedwig-Gymnasium in Neustettin nahm Zubke ein Studium der Rechts- und Staatswissenschaften an den Universitäten in Freiburg, Berlin und Kiel auf, das er mit dem Ersten Juristischen Staatsexamen abschloss. Er absolvierte das Referendariat an Gerichten und promovierte 1908 an der Universität Rostock zum Doktor der Rechte mit einer Dissertation über Das Kündigungsrecht beider Vertragsteile beim Werkvertrag nach Bürgerlichem Gesetzbuche. Seit August 1911 praktizierte er als Rechtsanwalt in Köslin. Später erhielt er auch die Zulassung als Notar und wirkte in dieser Funktion unter anderem am Oberlandesgericht Stettin. Von 1914 bis 1918 nahm er als Soldat beim Infanterie-Regiment „Graf Kirchbach“ (1. Niederschlesisches) Nr. 46 am Ersten Weltkrieg teil, zuletzt als Oberleutnant der Reserve.
Während der Zeit der Weimarer Republik trat Zubke in die DNVP ein. Er war Stadtverordneter und von 1924 bis 1929 Stadtverordnetenvorsteher in Köslin. 1932 wurde er in den Preußischen Landtag gewählt, dem er bis zu dessen Auflösung im Herbst 1933 angehörte. Ferner war er Vorsitzender des Verbandes der städtischen und ländlichen Haus- und Grundbesitzervereine im Regierungsbezirk Köslin.